# Abenteuervierteiler
Als Abenteuervierteiler werden 16 Fernsehverfilmungen bezeichnet, die zwischen 1964 und 1983 produziert wurden. Die Mehrteiler liefen in der Regel in Erstausstrahlung während der Advents- oder Weihnachtszeit. Die meist vierteiligen Filme wurden vom deutschen Fernsehsender ZDF in internationaler Koproduktion mit Frankreich hergestellt und sind auch als Adventsvierteiler oder Weihnachtsvierteiler bekannt.

## Produktionsnotizen
In den frühen 1960er Jahren entwickelte der deutsche Film- und Fernsehproduzent Walter Ulbrich die Idee, Fernsehmehrteiler in internationaler Koproduktion herstellen zu lassen. Auf diese Weise konnte die aufwendige Produktion epischer Abenteuerfilme finanziert werden. Ulbrich, der durch seine langjährige Produzententätigkeit viele internationale Kontakte hatte, konnte französische Produzenten für die Idee begeistern. Die Mehrteiler wurden in der Regel abwechselnd unter deutscher und französischer Federführung produziert. Als Vorlage dienten zunächst Klassiker der Weltliteratur wie zum Beispiel Robinson Crusoe, Don Quijote, Die Schatzinsel oder Die Abenteuer des Tom Sawyer. Ulbrich überwachte als Herstellungsleiter den gesamten Produktionsablauf und war in vielen Fällen auch als Drehbuchautor an der Gestaltung der Vierteiler beteiligt.
Obwohl die bekannten literarischen Vorlagen bereits für das Kino adaptiert worden waren, konnte ihre epische Handlung im Rahmen der Vierteiler buchgetreuer und ausführlicher erzählt werden. Ulbrich galt zudem als besonders sorgfältiger Produzent, der bei der Herstellung der Filme auf jedes Detail achtgab. Ein von Ulbrich favorisiertes Stilmittel war es, die Handlung durch eine Erzählstimme kommentieren zu lassen. Dies gab ihm beim Schnitt der Filme große Freiheiten, da er die Stimme des allwissenden Erzählers einsetzen konnte, um Handlungslücken zu überbrücken oder wichtige Informationen zu übermitteln. In den späteren Vierteilern wurde auf die Erzählstimme verzichtet, da dieses Stilmittel als veraltet empfunden wurde.
Hinter der Kamera standen bei den Mehrteilern erfahrene Regisseure wie Wolfgang Staudte oder Wolfgang Liebeneiner. Die Qualität der Adventsvierteiler wurde von Kritikern zwar unterschiedlich bewertet, aber vor allem in den 1960er und 1970er Jahren erzielten die Filme hohe Einschaltquoten und waren echte Straßenfeger.
Einigen der Hauptdarsteller gelang mit den Mehrteilern der nationale oder internationale Karrieredurchbruch, so zum Beispiel Robert Hoffmann als Robinson Crusoe, Michael Ande als Jim Hawkins (Die Schatzinsel) oder Hellmut Lange als Lederstrumpf. Raimund Harmstorf wurde zeitlebens mit seiner Rolle als Seewolf identifiziert und vor allem in den 1970er Jahren auch für internationale Filmproduktionen verpflichtet. Er wurde durch diese Rolle so populär, dass er als einziger Hauptdarsteller ein zweites Mal in der Titelrolle besetzt wurde, als Michael Strogoff im gleichnamigen Vierteiler von 1976. Nur der Hauptdarsteller des Don Quijote, Josef Meinrad, war zum Zeitpunkt der Verfilmung bereits ein sehr renommierter Bühnen- und Filmschauspieler.
Bekannte Film- und Fernsehkomponisten steuerten die Musik zu den Vierteilern bei. Hans Posegga war unter anderem für die Musik des Seewolf verantwortlich. Der französische Komponist Vladimir Cosma schrieb 1978 die Titelmelodie zu Die Abenteuer des David Balfour, die zu einem bekannten Ohrwurm wurde.
Nach dem Erfolg der Vierteiler im ZDF begann auch das Erste Deutsche Fernsehen damit, Mehrteiler zu produzieren. Diese hielten sich aber nicht so eng an das Vier-Teile-Schema. Da viele der großen literarischen Klassiker bereits als Adventsvierteiler produziert worden waren, wurden hier Romane verfilmt, die etwas weniger bekannt waren.
Zur gleichen Zeit wurden ähnliche Fernsehserien auch ohne deutsche Beteiligung gedreht, zum Beispiel der spanisch-französisch-italienische Mehrteiler Die geheimnisvolle Insel (1973) mit Omar Sharif als Kapitän Nemo.
In den späten 1970er Jahren zeichnete es sich ab, dass geeignete Vorlagen für die Adventsvierteiler immer schwerer zu finden waren. 1982 wurde mit Der schwarze Bumerang erstmals auf keine Romanvorlage zurückgegriffen, sondern ein Originaldrehbuch verfilmt. Ein Jahr später beschloss das ZDF, die Reihe mit Der Mann von Suez einzustellen.

## Die „Adventsvierteiler“ im ZDF
| Jahr | Titel                                                                      | Regie                                                   | Erstausstrahlung             |
| ---- | -------------------------------------------------------------------------- | ------------------------------------------------------- | ---------------------------- |
| 1964 | Robinson Crusoe                                                            | Jean Sacha                                              | 3.–24. Okt. 1964             |
| 1965 | Don Quijote von der Mancha                                                 | Carlo Rim                                               | 8. – 29. Okt. 1965           |
| 1966 | Die Schatzinsel                                                            | Wolfgang Liebeneiner                                    | 25. Dez. 1966 – 1. Jan. 1967 |
| 1968 | Tom Sawyers und Huckleberry Finns Abenteuer                                | Wolfgang Liebeneiner                                    | 1.–22. Dez. 1968             |
| 1969 | Die Lederstrumpferzählungen                                                | Pierre Gaspard-Huit (Teil 1+4) Jean Dréville (Teil 2+3) | 25.–28. Dez. 1969            |
| 1971 | Der Seewolf                                                                | Wolfgang Staudte, Sergiu Nicolaescu                     | 5.–26. Dez. 1971             |
| 1973 | Cagliostro (3 Teile in Deutschland) Joseph Balsamo (7 Teile in Frankreich) | André Hunebelle                                         | 23. Dez. 1973 – 1. Jan. 1974 |
| 1974 | Zwei Jahre Ferien                                                          | Sergiu Nicolaescu, Gilles Grangier                      | 8.–29. Dez. 1974             |
| 1975 | Lockruf des Goldes                                                         | Wolfgang Staudte, Sergiu Nicolaescu                     | 21.–30. Dez. 1975            |
| 1976 | Michael Strogoff                                                           | Jean-Pierre Decourt                                     | 28. Dez. 1976 – 6. Jan. 1977 |
| 1978 | Die Abenteuer des David Balfour                                            | Jean-Pierre Decourt                                     | 8.–17. Dez. 1978             |
| 1979 | Mathias Sandorf                                                            | Jean-Pierre Decourt                                     | 2.–11. Dez. 1979             |
| 1980 | Tödliches Geheimnis                                                        | Herbert Wise                                            | 2.–14. Dez. 1980             |
| 1981 | Wettlauf nach Bombay                                                       | Christian-Jaque                                         | 29. Nov. – 8. Dez. 1981      |
| 1982 | Der schwarze Bumerang                                                      | Rüdiger Bahr                                            | 28. Nov. – 7. Dez. 1982      |
| 1983 | Der Mann von Suez                                                          | Christian-Jaque                                         | 4.–13. Dez. 1983             |

## Weitere Abenteuermehrteiler
| Jahr | Titel                                                                   | Regie                            | Musik               | Sender |
| ---- | ----------------------------------------------------------------------- | -------------------------------- | ------------------- | ------ |
| 1973 | Die merkwürdige Lebensgeschichte des Friedrich Freiherrn von der Trenck | Fritz Umgelter                   | Miloslav Hurka      | ZDF    |
| 1975 | Die unfreiwilligen Reisen des Moritz August Benjowski                   | Fritz Umgelter                   | Hans Posegga        | ZDF    |
| 1975 | Des Christoffel von Grimmelshausen abenteuerlicher Simplizissimus       | Fritz Umgelter                   | Rolf Unkel          | ZDF    |
| 1976 | Der Winter, der ein Sommer war                                          | Fritz Umgelter                   | Rolf Unkel          | ARD    |
| 1978 | Wallenstein                                                             | Franz Peter Wirth                | Eugen Thomass       | ZDF    |
| 1978 | Scharnhorst                                                             | Wolf-Dieter Panse                | Henry Krtschil      | DFF    |
| 1979 | Martin Eden                                                             | Giacomo Battiato                 | Ruggero Cini        | ZDF    |
| 1980 | Fantomas                                                                | Juan Luis Buñuel, Claude Chabrol | Georges Delerue     |        |
| 1984 | Der eiserne Weg                                                         | Wolfgang Staudte                 | Rudolf Gregor Knabl | ZDF    |
| 1988 | Wind und Sterne                                                         | Lawrence Gordon Clark            | José Nieto          | ARD    |
| 1989 | Insel der Meuterer                                                      | François Leterrier               | Jean-Claude Petit   | ARD    |

Mit Ausnahme von Insel der Meuterer liegen sämtliche Mehrteiler auf DVD vor.

## Medien

### Filmmusik
Am häufigsten wurden für die Verfilmungen die Komponisten Vladimir Cosma (vier Mehrteiler) und Hans Posegga (fünf Mehrteiler) eingesetzt, wobei Herstellungsleiter Ulbrich durchaus Musik eines Mehrteilers in einem anderen erneut verwendete, so geschehen mit der Musik aus „Die Schatzinsel“, die auch zum Teil in „Tom Sawyers und Huckleberry Finns Abenteuer“ und „Die Lederstrumpferzählungen“ eingesetzt wurde. Bei „Robinson Crusoe“ wurde für die englische Fassung Musik von Robert Mellin und Gian Piero Reverberi verwendet, für die deutsch/französische Fassung Musik von Georges van Parys. Bei der Verfilmung von „Cagliostro“ schrieb für die deutsche Fassung Hans Posegga die Musik, die französische Fassung mit dem Titel „Joseph Balsamo“ erhielt Musik von Hubert Rostaing und auch bei der Verfilmung von „Zwei Jahre Ferien“ wurde bei der deutschen Fassung Hans Poseggas Musik genommen, für die französische Fassung „Deux Ans de Vacances“ aber Musik von Alain Le Meur. Von vielen Mehrteilern erschien die Musik auf Langspielplatte um den Zeitpunkt der Erstausstrahlung herum. Von „Tom Sawyers und Huckleberry Finns Abenteuer“ gab es 1969 in Frankreich die Musik von Vladimir Cosma auf zwei EP-Singles und einer normalen Single. Einige CD-Einspielungen wurden erst sehr viel später für Film- und Musikfans herausgegeben und sind mittlerweile gesuchte Liebhaberstücke.
- Abenteuerklassiker – Schatzinsel, Seewolf, Lederstrumpf... – 2CD, BSC Music (mit mehreren Ausschnitten aus allen Vierteilern)[2]
- Robinson Crusoe, Soundtrack der englischen Fassung der Filmmusik, CD (1990 + 1997), Silva Screen FILMCD 705[3]
- Die Schatzinsel – Original-Soundtrack des ZDF-Vierteilers, CD (2002), BSC Music[4]
- Der Seewolf, CD (1997), MSC Records MSC 4990[5]
- Lockruf des Goldes, CD (1994), Tarantula Records, zusammen mit Zwei Jahre Ferien[6]
- Michael Strogoff, CD (1998), Larghetto Music/Pomme Music[7]
- Kidnapped (Die Abenteuer des David Balfour), CD (1987), Pomme Music (enthält auch die Musik aus „Die Rosen von Dublin“)[8]
- L'Homme de Suez (Der Mann von Suez), CD (2006) limitierte Ausgabe, Cinéfonia Records (enthält auch die Musik aus „La Chambre Des Dames“)[9]

### DVDs
Sämtliche „Adventsvierteiler“ des ZDF sind bei Concord Home Entertainment auf Doppel-DVDs erschienen.
2004
- „Der Seewolf“

2005
- „Lockruf des Goldes“
- „Die Schatzinsel“

2006
- „Die Lederstrumpf-Erzählungen“
- „Robinson Crusoe“
- „Tom Sawyers und Huckleberry Finns Abenteuer“
- „Don Quijote von der Mancha“
- „Michael Strogoff“
- „Der Seewolf“ – Neuauflage mit verbesserter Bildqualität

2007
- „Zwei Jahre Ferien“
- „Cagliostro“
- „Mathias Sandorf“
- „Die Abenteuer des David Balfour“

2008
- „Tödliches Geheimnis“
- „Wettlauf nach Bombay“
- „Der schwarze Bumerang“
- „Der Mann von Suez“

Unter dem Titel Die legendären TV-Vierteiler werden sie auch als 4-teilige Sammlung unterschiedlicher Serien in Form von DVD-Sammelboxen vertrieben.
- „Die Frau in Weiß“ erschien in der Reihe Straßenfeger (10)
- „Wind und Sterne“ erschien in der Reihe Große Geschichten

### Blu-ray
2012 erschienen bei Concord Home Entertainment die Mehrteiler „Der Seewolf“, „Die Lederstrumpf-Erzählungen“ und „Lockruf des Goldes“ in einer Blu-ray-Box mit dem Titel Die legendären TV-Vierteiler in HD-Qualität. Die Mehrteiler sind auch einzeln auf Blu-ray erhältlich.